# IVe législature de l'Assemblée d'Estrémadure
La IVe législature de l'Assemblée d'Estrémadure est un cycle parlementaire de l'Assemblée d'Estrémadure, d'une durée de trois ans et dix mois, ouvert le 20 juin 1995 à la suite des élections du 28 mai précédent et clos le 20 avril 1999.

## Bureau
| Poste                  | Titulaire                 | Parti | Parti   | Circonscription |
| ---------------------- | ------------------------- | ----- | ------- | --------------- |
| Présidente             | Teresa Rejas              |       | IU      | Badajoz         |
| Présidente             | Manuel Veiga (09.10.1997) |       | PSOE-Ex | Cáceres         |
| Premier vice-président | Gabino Casares            |       | PP      | Cáceres         |
| Second vice-président  | Ramón Rocha               |       | PSOE-Ex | Badajoz         |
| Premier secrétaire     | Gerardo Galán             |       | PP      | Badajoz         |
| Second secrétaire      | Antonio Olivenza          |       | PSOE-Ex | Cáceres         |
| Second secrétaire      | Pedro Cañada (27.11.1997) |       | CEx     | Cáceres         |

## Groupes parlementaires
| Nom | Nom               | Début | Fin | Porte-parole    |
| --- | ----------------- | ----- | --- | --------------- |
|     | Groupe socialiste | 31    | 31  | Vicente Herrera |
|     | Groupe populaire  | 27    | 26  | Vicente Sánchez |
|     | Groupe IU-LV      | 6     | 0   | Manuel Cañada   |
|     | Groupe mixte      | 1     | 8   | Poste tournant  |

## Commissions parlementaires
| Commission                                                        | Président                 | Parti   | Parti | Circonscription |
| ----------------------------------------------------------------- | ------------------------- | ------- | ----- | --------------- |
| Commissions permanentes législatives                              |                           |         |       |                 |
| Commission de l'Agriculture, de l'Élevage et de la Pêche          | Juan Luis Aparicio        | IU      |       | Cáceres         |
| Commission du Commerce, du Tourisme et des Transports             | José Luis Santos          | PP      |       | Badajoz         |
| Commission de la Coordination et de l'Organisation administrative | Concepción Chavero        | PSOE-Ex |       | Badajoz         |
| Commission de l'Économie, de l'Industrie et de l'Énergie          | Félix Dillana             | PSOE-Ex |       | Cáceres         |
| Commission de l'Éducation et de la Culture                        | Lorenzo Blanco            | PSOE-Ex |       | Badajoz         |
| Commission du Gouvernement et de la Justice                       | Cristina Herrera          | PP      |       | Badajoz         |
| Commission des Finances et des Budgets                            | Juan del Pozo             | PP      |       | Cáceres         |
| Commission de la Politique sociale                                | Francisco del Pino        | PP      |       | Cáceres         |
| Commission de la Politique territoriale                           | Mercedes Amado            | PSOE-Ex |       | Badajoz         |
| Commissions non-permanentes                                       |                           |         |       |                 |
| Commission de la dette historique                                 | Vicente Herrera           | PSOE-Ex |       | Badajoz         |
| Commission de la réforme du statut d'autonomie                    | Carlos Sánchez            | PSOE-Ex |       | Cáceres         |
| Commissions permanentes non-législatives                          |                           |         |       |                 |
| Commission du Règlement                                           | Teresa Rejas              | IU      |       | Badajoz         |
| Commission du Règlement                                           | Manuel Veiga (09.10.1997) | PSOE-Ex |       | Cáceres         |
| Commission des Pétitions                                          | Teresa Rejas              | IU      |       | Badajoz         |
| Commission des Pétitions                                          | Manuel Veiga (21.10.1997) | PSOE-Ex |       | Cáceres         |

## Gouvernement et opposition
| Candidat                            | Date                                       | Vote       |         |    |          |     | Résultat |
| Candidat                            | Date                                       | Vote       | PSOE-Ex | PP | IU-LV-CE | CEx | Résultat |
| Juan Carlos Rodríguez Ibarra (PSOE) | 12 juillet 1995 (majorité absolue requise) | Oui        | 31      |    |          |     | 31 / 65  |
| Juan Carlos Rodríguez Ibarra (PSOE) | 12 juillet 1995 (majorité absolue requise) | Non        |         | 27 | 6        |     | 33 / 65  |
| Juan Carlos Rodríguez Ibarra (PSOE) | 12 juillet 1995 (majorité absolue requise) | Abstention |         |    |          | 1   | 1 / 65   |
| Juan Carlos Rodríguez Ibarra (PSOE) |                                            |            |         |    |          |     |          |
| Juan Carlos Rodríguez Ibarra (PSOE) | 14 juillet 1995 (majorité simple)          | Oui        | 31      |    |          |     | 31 / 65  |
| Juan Carlos Rodríguez Ibarra (PSOE) | 14 juillet 1995 (majorité simple)          | Non        |         | 27 |          |     | 27 / 65  |
| Juan Carlos Rodríguez Ibarra (PSOE) | 14 juillet 1995 (majorité simple)          | Abstention |         |    | 5        | 1   | 6 / 65   |
| Juan Carlos Rodríguez Ibarra (PSOE) | 14 juillet 1995 (majorité simple)          | Absents    |         |    | 1        |     | 1 / 65   |

## Désignations

### Sénateurs
| Parti | Parti | Sénateurs désignés             | Voix        |
| ----- | ----- | ------------------------------ | ----------- |
| PSOE  |       | Federico Suárez Hurtado        | Assentiment |
| PP    |       | Jesús Vicente Sánchez Cuadrado | Assentiment |

- Désignation : 11 juillet 1995.

| Parti | Parti | Sénateurs désignés             | Voix |
| ----- | ----- | ------------------------------ | ---- |
| PSOE  |       | Federico Suárez Hurtado        | 56   |
| PP    |       | Jesús Vicente Sánchez Cuadrado | 56   |

- Désignation : 14 mars 1996.